# Seelöwe & Co. – tierisch beliebt
Seelöwe & Co. – tierisch beliebt ist eine Fernsehserie des NDR, die an den Erfolg von Elefant, Tiger & Co. und andere Zoo-Doku-Soaps anknüpft. In der Serie werden Geschichten aus dem Erlebnis-Zoo Hannover erzählt.

## Inhalt
Die 32 Folgen in drei Staffeln umfassende Reihe bietet wie ihr Vorbild Elefant, Tiger & Co. einen Blick hinter die Kulissen und begleitet Tierärzte und -pfleger bei ihrer täglichen Arbeit. 
Die Folgen sind jeweils ca. 50 Min lang, während die XXL-Folgen ca. 90 Min lang sind. Produziert wird die Serie von Nordmedia und Doclights, verantwortlich sind Jens Stabenow und Ingo Stabler. Die Redaktion liegt bei Marco Otto und Anke Schmidt-Bratzel vom NDR. Gestaltet wurden die Folgen von den Autoren Jeannine Apsel und Petra Tschumpel. Die Musik stammt von Mario Schneider und Thomas Kisser.

## Episodenliste
Die Serie wurde erstmals am 20. Dezember 2021 auf dem Sender NDR ausgestrahlt.

### Staffel 1
| Nr. (ges.) | Nr. (St.) | Titel                                   | Erstausstrahlung |
| ---------- | --------- | --------------------------------------- | ---------------- |
| 1          | 1         | Eisbärmädchen Wirbelwind                | 20. Dez. 2021    |
| 2          | 2         | Wenn das Nashorn streikt                | 21. Dez. 2021    |
| 3          | 3         | Elefantenpower im Dschungelpalast       | 22. Dez. 2021    |
| 4          | 4         | Auftritt mit Löwengebrüll               | 23. Dez. 2021    |
| 5          | 5         | Ein Panda erobert die Herzen            | 27. Dez. 2021    |
| 6          | 6         | Eisbär Sprinter, ein launischer Patient | 28. Dez. 2021    |

### Staffel 2
| Nr. (ges.) | Nr. (St.) | Titel                                | Erstausstrahlung |
| ---------- | --------- | ------------------------------------ | ---------------- |
| 7          | 1         | Neues aus dem Reich der Riesen       | 5. Dez. 2022     |
| 8          | 2         | Ein Wolfs-Rudel erobert das Revier   | 6. Dez. 2022     |
| 9          | 3         | Ein Weißkopfseeadler auf Tuchfühlung | 7. Dez. 2022     |
| 10         | 4         | Das Eisbären-Date                    | 8. Dez. 2022     |
| 11         | 5         | Chaos in der Robben-Schule           | 9. Dez. 2022     |
| 12         | 6         | Giraffen im Sandbett                 | 12. Dez. 2022    |
| 13         | 7         | Familientreffen im Bison-Gehege      | 13. Dez. 2022    |
| 14         | 8         | Randale im Bison-Stall               | 14. Dez. 2022    |
| 15         | 9         | Tauchen bei Eisbären und Elefanten   | 15. Dez. 2022    |
| 16         | 10        | Waschbären im Widerstand             | 16. Dez. 2022    |
| 17         | 11        | Eine Löwin sorgt für großen Trubel   | 19. Dez. 2022    |
| 18         | 12        | Pinguine im Futterrausch             | 20. Dez. 2022    |
| 19         | 13        | Das Liebesspiel der Löwen            | 21. Dez. 2022    |

### Staffel 3
| Nr. (ges.) | Nr. (St.) | Titel                                    | Erstausstrahlung |
| ---------- | --------- | ---------------------------------------- | ---------------- |
| 20         | 1         | Königlicher Nachwuchs im Reich der Löwen | 6. Dez. 2023     |
| 21         | 2         | Ein eisbäriger Abschied                  | 7. Dez. 2023     |
| 22         | 3         | Eine Eisbärin wird verpackt              | 8. Dez. 2023     |
| 23         | 4         | Futterberge für die Affen                | 11. Dez. 2023    |
| 24         | 5         | Ein heikles Familientreffen              | 12. Dez. 2023    |
| 25         | 6         | Eine bärige Überraschung                 | 13. Dez. 2023    |
| 26         | 7         | Ein Riesenbär in der Schmollecke         | 14. Dez. 2023    |
| 27         | 8         | Blutprobe in XXL                         | 15. Dez. 2023    |
| 28         | 9         | Ein unterirdischer Fluchtversuch         | 18. Dez. 2023    |
| 29         | 10        | Ein tierisch majestätischer Geburtstag   | 19. Dez. 2023    |
| 30         | 11        | Ein Seelöwe mit Sprungtalent             | 20. Dez. 2023    |
| 31         | 12        | Ein süßes Wombat-Geheimnis               | 21. Dez. 2023    |
| 32         | 13        | Kletterparadies für die Faultiere        | 22. Dez. 2023    |

### XXL-Folgen
Die XXL-Folgen sind Zusammenschnitte bereits gesendeter Folgen.
| Nr. | Titel                                 | Erstausstrahlung |
| --- | ------------------------------------- | ---------------- |
| 1   | Zoo-Babys                             | 26. Dez. 2021    |
| 2   | Persönlich                            | 30. Dez. 2021    |
| 3   | Junior                                | 7. Apr. 2023     |
| 4   | miteinander                           | 1. Mai 2023      |
| 5   | Tierbabys hautnah – Azubis im Einsatz | 29. Mär. 2024    |
| 6   | Die schönsten Momente                 | 1. Mai 2024      |